# Philips VG 8000
Philips VG 8000 (VG 8000 / 8010) је кућни рачунар, производ фирме Philips који је почео да се израђује у Холандији током 1984. године.
Користио је Zilog Z80A као централни микропроцесор а РАМ меморија рачунара VG 8000 је имала капацитет од 16 kb. 

## Детаљни подаци
Детаљнији подаци о рачунару VG 8000 су дати у табели испод.
|                       |                                                                                     |
| 8000                  |                                                                                     |
| Произвођач            |                                                                                     |
| Тип                   | кућни рачунар                                                                       |
| Меморија              | VG-8000: 16                                                                         |
| Поријекло             | Холандија                                                                           |
| Година                | 1984                                                                                |
| Тастатура             | QWERTY / AZERTY, калкулаторски тип                                                        |
| Процесор              |                                                                                     |
| Фреквенција процесора | 3,58                                                                                |
| RAM                   | VG-8000: 16                                                                         |
| ROM                   | 32 BASIC/BIOS (MSX BASIC V1.0)                                                      |
| Текст                 | мод 0 : 40 x 24                                                                     |
| Графика               | мод 2 : 256 x 192 са 16 боја (Hires мод)                                            |
| Боја                  | 16                                                                                  |
| Звук                  | General Instruments AY-3-8910 Programmable Sound Generator                          |
| Димензије             | 47,1 (ширина) x 37,5 (дубина) x 14,5 (висина) (главна јединица) / укупна тежина: 24 |
| Портови               |                                                                                     |
| Оперативни систем     |                                                                                     |